# Liste der Monuments historiques in Saint-Sulpice-de-Pommiers
Die Liste der Monuments historiques in Saint-Sulpice-de-Pommiers führt die Monuments historiques in der französischen Gemeinde Saint-Sulpice-de-Pommiers auf.

## Liste der Objekte
| Bezeichnung | Beschreibung          | Standort                        | Kennzeichnung | Schutzstatus | Datum | Bild |
| ----------- | --------------------- | ------------------------------- | ------------- | ------------ | ----- | ---- |
| Glocke      | Bronze, 1728 gegossen | in der Kirche St-Sulpice (Lage) | PM33000773    | Classé       | 1942  |      |